# Guillermo Escobar Vélez
Guillermo Escobar Vélez (ur. 1 stycznia 1909 w La Estrelli, zm. 30 października 1986 w Medellínie) – kolumbijski duchowny rzymskokatolicki, biskup Antioquii.

## Biografia
1 kwietnia 1933 otrzymał święcenia prezbiteriatu i został kapłanem archidiecezji medellíńskiej. Pracował naukowo w Wyższym Seminarium Duchownym w Medellínie (m.in. jako jego rektor) oraz na Papieskim Uniwersytecie Boliwariańskim (m.in. jako dziekan).
7 marca 1952 papież Pius XII mianował go biskupem pomocniczym Antioquii oraz biskupem tytularnym attudyjskim. 27 kwietnia 1952 w katedrze w Medellínie przyjął sakrę biskupią z rąk nuncjusza apostolskiego w Kolumbii abpa Antonio Samorè. Współkonsekratorami byli biskup Santa Rosa de Osos Miguel Ángel Builes Gómez oraz biskup pomocniczy medellíński Buenaventura Jáuregui Prieto.
Do diecezji Antioquii przybył 14 czerwca 1952. Sprawował w niej także funkcję wikariusza generalnego. 
1 kwietnia 1955	ten sam papież mianował go biskupem Antioquii. Bp Escobar Vélez założył dwa niższe seminaria duchowne. Jako ojciec soborowy wziął udział w soborze watykańskim II.
W 1969 z powodu problemów zdrowotnych złożył rezygnację, którą papież przyjął 28 lipca 1969, jednocześnie nadając mu biskupstwo tytularne Nicives (tytułu tego używał do 22 stycznia 1971). Resztę życia spędził jako kapelan w karmelitańskim klasztorze św. Józefa w Medellínie.